# گویش آرانی
آرانی (اکسیتان: aranés) گویش معیار پیرنه‌ای گونهٔ گاسکون زبان اکسیتان است که در دره آران در شمال غرب کاتالونیا در نزدیکی مرز اسپانیا با فرانسه گفتگو می‌شود. آرانی در این منطقه یکی از سه زبان رسمی در کنار کاتالان و اسپانیایی است. در سال ۲۰۱۰ این زبان توسط پارلمان کاتالونیا به عنوان سومین زبان رسمی کاتالونیا اعلام شد.